# Ángel Perucca
Ángel Perucca (San Martìn, 19 agosto 1918 – 12 settembre 1981) è stato un calciatore argentino, di ruolo centrocampista.

## Carriera
Centrocampista centrale argentino protagonista con le maglie del Newell's Old Boys dove crebbe e si affermò guadagnando la nazionale con la quale vinse la Coppa America del 1945 e meritò il soprannome di El Porton de America cioè la diga d'America. Giocò poi nel San Lorenzo e, infine, in Colombia nell'Independiente Santa Fe. Fu anche allenatore ma senza successo.

## Palmarès

### Nazionale
- Coppa America: 2

1945, 1947